# 鈴木輪太朗イブラヒーム
鈴木 輪太朗 イブラヒーム（スズキ ワディ イブラヒーム、2003年1月31日 - ）は、神奈川県出身のプロサッカー選手。Jリーグ・アスルクラロ沼津所属。ポジションはフォワード。

## 来歴
ガーナ人の父親と日本人の母を持つ長身ストライカーでU-16日本代表やU-18日本代表候補にも選出。中学は横浜FCのアカデミーに所属していたが、ユースには上がらずサッカー強豪校の日大藤沢高校に進学。2年次には全国高等学校サッカー選手権大会に出場した。
高校卒業後は大学に進学する予定だったが、2021年1月4日に徳島ヴォルティス加入内定が発表された。3月3日、ルヴァンカップ第1節のFC東京戦でプロデビューを果たした。
2021年8月31日、スペイン・プリメーラ・ディビシオン・バレンシアCFへ2023年6月30日までの2年間の期限付き移籍が発表された。
2022年バレンシアを退団。9月1日、徳島ヴォルティスからスペイン5部リーグ相当のCFバダロナへ期限付き移籍。
2023年7月7日、スペイン5部のジローナFC Bへ期限付き移籍。
2024年6月、徳島への復帰を発表。
2025年はアスルクラロ沼津へ育成型期限付き移籍となった。

## 所属クラブ
- 川中島SC
- 横浜FCジュニアユース
- 日本大学藤沢高等学校
- 2021年 -  徳島ヴォルティス
  - 2021年9月 - 2022年8月  バレンシアCF（期限付き移籍）
  - 2022年8月 - 2023年6月  CFバダロナ（期限付き移籍）
  - 2023年7月 - 2024年7月  ジローナFC B（期限付き移籍）
  - 2025年  アスルクラロ沼津（育成型期限付き移籍）

## 個人成績
| 国内大会個人成績 | 国内大会個人成績 | 国内大会個人成績 | 国内大会個人成績 | 国内大会個人成績             | 国内大会個人成績 | 国内大会個人成績 | 国内大会個人成績 | 国内大会個人成績 | 国内大会個人成績 | 国内大会個人成績 | 国内大会個人成績 |
| 年度             | クラブ           | 背番号           | リーグ           | リーグ戦                     | リーグ戦         | リーグ杯         | リーグ杯         | オープン杯       | オープン杯       | 期間通算         | 期間通算         |
| 年度             | クラブ           | 背番号           | リーグ           | 出場                         | 得点             | 出場             | 得点             | 出場             | 得点             | 出場             | 得点             |
| 日本             | 日本             | 日本             | 日本             | リーグ戦                     | リーグ戦         | リーグ杯         | リーグ杯         | 天皇杯           | 天皇杯           | 期間通算         | 期間通算         |
| ---------------- | ---------------- | ---------------- | ---------------- | ---------------------------- | ---------------- | ---------------- | ---------------- | ---------------- | ---------------- | ---------------- | ---------------- |
| 2021             | 徳島             | 30               | J1               | 0                            | 0                | 1                | 0                | 0                | 0                | 1                | 0                |
| スペイン         | スペイン         | スペイン         | スペイン         | リーグ戦                     | リーグ戦         | 国王杯           | 国王杯           | オープン杯       | オープン杯       | 期間通算         | 期間通算         |
| 2021-22          | バレンシア       |                  | ラ・リーガ       | 0                            | 0                | 0                | 0                | -                | -                | 0                | 0                |
| 2022-23          | バダロナ         |                  | テルセーラ       | 21                           | 4                | 0                | 0                | -                | -                | 21               | 4                |
| 2023-24          | ジローナB        |                  | テルセーラ       | 23                           | 3                | 0                | 0                | -                | -                | 23               | 3                |
| 日本             | 日本             | 日本             | 日本             | リーグ戦                     | リーグ戦         | リーグ杯         | リーグ杯         | 天皇杯           | 天皇杯           | 期間通算         | 期間通算         |
| 2024             | 徳島             | 25               | J2               | 2                            | 0                | 0                | 0                | 0                | 0                | 2                | 0                |
| 2025             | 沼津             | 9                | J3               |                              |                  |                  |                  |                  |                  |                  |                  |
| 通算             | 日本             | 日本             | J1               | 0                            | 0                | 1                | 0                | 0                | 0                | 1                | 0                |
| 通算             | 日本             | 日本             | J2               | 2                            | 0                | 0                | 0                | 0                | 0                | 2                | 0                |
| 通算             | 日本             | 日本             | J3               | \|\|\|\|\|\|\|\|\|\|\|\|\|\| |                  |                  |                  |                  |                  |                  |                  |
| 通算             | スペイン         | スペイン         | ラ・リーガ       | 0                            | 0                | 0                | 0                | -                | -                | 0                | 0                |
| 通算             | スペイン         | スペイン         | テルセーラ       | 44                           | 7                | -                | -                | -                | -                | 44               | 7                |
| 総通算           | 総通算           | 総通算           | 総通算           | 21                           | 4                | 1                | 0                | 0                | 0                | 22               | 4                |

## 代表歴
- U-16日本代表
  - チュニジア遠征（2019年）
- U-18日本代表
  - Jヴィレッジキャンプ（2021年）